# Cookie Monster

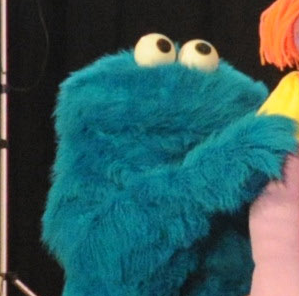
El monstre de les galetes

El Monstre de les Galetes (en anglès, Cookie Monster), és un titella creat per Jim Henson i un dels personatges del programa educatiu infantil anomenat Barri Sèsam. És un dels personatges més populars d'aquest programa educatiu, famós per tenir molta gana i per les seves frases relacionades amb el menjar, que sempre formula de manera telegràfica, obviant la correcta composició de les frases: "Me want cookie", "Me eat cookie" i "Om nom nom nom" (mi vol galeta, mi menja galeta i l'onomatopeia de menjar en anglès, respectivament).
És un ésser de pelatge blau i trets facials senzills, dels que destaquen els ulls que sobresurten del cap i una gran boca. És presentat com un ésser golafre, que menja qualsevol cosa, però les galetes de xocolata són el seu menjar preferit, seguides de les galetes de flocs de civada. No obstant això, des de l'any 2005, Barri Sèsam va iniciar una campanya per sensibilitzar als infants sobre el menjar saludable, i l'any 2006 el Monstre de les Galetes va manifestar que les galetes només eren "un aliment per menjar de tant en tant".